# Marsillargues
Marsillargues – miejscowość i gmina we Francji, w regionie Oksytania, w departamencie Hérault.
Według danych na rok 1990 gminę zamieszkiwało 4386 osób, a gęstość zaludnienia wynosiła 103 osoby/km² (wśród 1545 gmin Langwedocji-Roussillon Marsillargues plasuje się na 77. miejscu pod względem liczby ludności, natomiast pod względem powierzchni na miejscu 84.).